# Stenogrammitis pumila
Stenogrammitis pumila är en stensöteväxtart som först beskrevs av Paulo Henrique Labiak, och fick sitt nu gällande namn av Paulo Henrique Labiak. Stenogrammitis pumila ingår i släktet Stenogrammitis och familjen Polypodiaceae. Inga underarter finns listade.